# Birria
Birria é um prato de cabrito ou bode típico da culinária do México, em que a carne partida em pequenos pedaços é primeiro marinada e depois estufada numa panela, normalmente dentro do forno.
Na “birria estilo sinaloa” (um dos estados do México), começa por se preparar a marinada, moendo alho, cebola, pimento vermelho, cerveja, vinagre e cominho; tempera-se a carne com esta mistura e deixa-se macerar algumas horas. Na altura de cozinhar, coloca-se a carne e a marinada numa caçoila de barro, rega-se com azeite e junta-se um outro tempero feito com orégão, tomate, cravinho e caldo de galinha dissolvido em água. Tapa-se a caçoila e deixa-se cozinhar no forno, até a carne estar macia. 
Em algumas receitas, o preparado, que pode ser de carne de vaca ou de porco, é feito numa panela ao lume, colocando primeiro no fundo um prato virado ou folhas de bananeira ou de maguey (Agave salmiana, com que se prepara o pulque); em vez de água ou caldo, pode usar-se cerveja, como variante; em outras versões, o cabrito é assado no forno, apenas temperado e depois servido com um molho de tomate. 